# برج نورداستار
برج نورداستار (انگلیسی: Nordstar Tower) ساختمان اداری ۴۲ طبقه مستقر در شهر مسکو، روسیه است، که در سال ۲۰۰۹ احداث گردید.